# Charalambos Lykogiannis
Charalambos Lykogiannis (Pireus, 22 de outubro de 1993) é um futebolista profissional grego que atua como defensor.

## Carreira

### Olympiacos
Charalambos Lykogiannis se profissionalizou na 	Olympiacos.

### Cagliari
Charalambos Lykogiannis se transferiu para o Cagliari Calcio, em 2017.

## Títulos
Olympiakos
- Campeonato Grego: 2012–13
- Copa da Grécia: 2012–13

Bologna
- Coppa Italia: 2024–25[2]